# 筑波 (コルベット)
筑波（つくば）は、日本海軍の軍艦、木造コルベット。元イギリス海軍所属の「HMS マラッカ」（HMS Malacca）で、兵部省が購入。
艦名は茨城県の筑波山にちなんで名づけられた。

## 概要
マラッカ は、
英領ビルマの警備のため建造された、スクリュー付き機帆走木造スループである。
1851年に英領マラッカ・ムラルメン(モーラミャイン)で、
あるいはボンベイで建造された。フリゲートとスループの間に新たにコルベットという分類ができたことにより、1862年にコルベットに類別を変更した。地中海・北アフリカ・北米・西インド・太平洋で使用された後、1869年にイギリス海軍を退役。解体のためイギリス人のエドワード・バアテスに売却された。
いっぽう、砲術の伝授のため来日していたイギリス海軍のホーズ大尉は、日本海軍が当時予定していた新練習艦を不適切と指摘し、代わりにマラッカの購入を勧めた。兵部省海軍局は1871年（明治4年）8月にバアテスからマラッカを購入、同月19日に筑波と改名した。1887年（明治20年）までの正式名は「筑波艦」である。
海軍兵学寮（のち海軍兵学校）の練習艦となり、1875年（明治8年）11月にはサンフランシスコまで航海するなど、遠洋練習航海のさきがけとなった。他に測量任務にも従事した。

## 艦型

### 機関
マラッカは世界で最初に円缶を搭載した軍艦として有名である。
機関はロンドンで製造された。
日本海軍が購入した時には方形煙管缶(角缶) 2基を搭載していた。
また1876年に高円缶4基と換装した。
帆走の場合にはスクリューを水上に跳ね上げていた。

## 艦歴

### 明治4年
明治4年7月21日(1871年9月5日)、イギリス人エドワード・バアテスから購入。
『帝国海軍機関史』によると、明治4年9月9日(1871年10月22日)、横浜でイギリス領事から購入した。
8月19日 (1871年10月3日) に艦名は「マラカ艦」から「筑波艦」に改められた。
12月17日(1872年1月26日)、筑波は任務を常備艦から兵学寮稽古艦とした。

### 明治5年
明治5年5月10日(1872年6月15日)、筑波は西海巡幸の警護艦を命ぜられ、
5月18日(1872年6月23日)筑波の航海中は艦隊編入とされた。
5月23日(1872年6月28日)、筑波は龍驤(御召艦)と共に品川を出港した
7月9日(1872年8月12日)、筑波は品川に帰着、
7月20日(1872年8月23日)、艦隊から除かれ、
兵学寮所轄となった。
10月18日(1872年11月18日)、筑波は艦隊に編入された。
10月27日(1872年11月27日)、筑波は艦隊から除かれ、
兵学寮所轄となった。

### 1873年
1873年(明治6年)
2月28日、全権大使を乗せて清に派遣される龍驤との同行が筑波に命じられ、龍驤と共に3月10日品川を出港した。
7月20日、清に派遣されていた龍驤と筑波が品川に帰着した
なお3月2日、筑波は清への航海中は艦隊編入となった。
6月30日時点で中艦隊は雲揚、日進、春日、龍驤、東、鳳翔、筑波の7隻編制だった。
11月5日、筑波は北海道海路研究のために回航を命じられ、11月13日品川を出港した。
1874年(明治7年)1月6日、筑波は北海道から品川に帰着した。

### 1874年
1874年(明治7年)
4月27日、艦隊を除かれ、
練習艦として兵学寮所轄となった。
10月19日川村純義大輔らは九州出張を命じられ、筑波に乗艦した
11月6日(または11月5日)、筑波は艦隊に編入された。

### 練習艦
1875年(明治8年)
1月8日、筑波は艦隊から除かれた。
または1月4日、艦隊から除かれ練習艦に指定、兵学寮所轄となった。
3月5日、「清輝」の進水式に明治天皇が臨席となり、
この時「鳳翔」「筑波」などが横須賀港内に停泊していた。
『海軍省報告書』によると8月13日に常備艦から練習艦に指定が変更され、兵学校所轄となった。
また8月12日付で布達が出されている。
北米航海
10月22日、「筑波」にサンフランシスコ方面の練習航海が命令され、
11月6日、サンフランシスコに向けて品川を出港。12月14日にサンフランシスコに到着した。サンフランシスコでは現地の新聞記者による乗艦取材を受け入れたが、「（16年前に入港した咸臨丸と比べ）短い間に西洋海軍の様式を取り入れ、急激に進歩した姿に、人々は大変驚いた」と記事にされている。同地滞在中には病死者が4名出た。
1876年(明治9年)1月20日にサンフランシスコを出港し、途中ホノルルに立ち寄った。そこでは艦長伊藤雋吉らがハワイ国王カラカウアに謁見し、カラカウアも「筑波」を訪れた。なお、謁見の朝に王宮近くで火災がおき、筑波から防火隊を派遣するという出来事があった。謁見では国王がこのことに触れ、感謝の意を述べている。
3月14日、「筑波」は横浜港に帰港した。これは、日本海軍の練習艦が行った最初の正式な遠洋航海であった。教育の点では結果は出ず、生徒の合格者は1名のみであったという。

### 1877年 - 1878年
西南戦争
1877年(明治10年)
2月19日、筑波は当分東海鎮守府所轄の常備艦とされ、
2月23日、横浜港を出港した。
8月12日午後1時30分、筑波は九州から横浜港に帰港した
8月13日、筑波は東海鎮守府所轄から兵学校所轄練習艦に変更された。
9月10日、筑波に朝鮮への回航が命令されたが20日中止となり、高雄丸が代わりに回航となった。
その後筑波は修理を行った。
遠洋航海
11月30日、筑波は遠洋航海でオーストラリア・シドニーまでの航海を命令され、
1878年(明治11年)
1月17日(午後3時)、筑波は横浜港を出港した。
3月9日オーストラリア・ブリスベン着、3月19日同地発。
3月25日同国シドニー着、4月27日同地発。
6月13日午後0時35分、筑波は品川に帰着した。
6月15日、筑波乗員に3週間の休暇が与えられた。
8月31日横須賀に回航した。
12月30日横須賀発、羽田沖で1泊し31日品川湾に到着した。

### 1879年
シンガポール回航
1879年(明治12年)
品川湾では発着訓練などを行った。
1月20日兵学校所轄の筑波を航海練習艦とした。
3月3日午前8時に品川を出港、風と潮流の関係で同日は富津沖に碇泊し、翌4日は機械運転で横須賀に回航した。
3月5日午前6時15分、機械運転で改めて横須賀を出港し、9時15分から帆走に移ってシンガポールを目指した。
シンガポールに3月27日着、4月3日発。
マラッカに4月4日着、4月7日発。
ペナンに4月9日着、4月14日発。
シンガポールに4月17日着、4月21日発。
香港に5月9日着、5月20日発。
厦門に5月22日着、5月26日発。
鹿児島に6月8日帰国した。
同地を6月17日出港し三原、兵庫港に一時碇泊、6月23日品川に帰着した。
修理
7月26日、羽田沖で小蒸気艇が沈没したために筑波は品川から回航した。
7月29日、機関の修理のために横須賀に回航、
8月1日から8月22日まで横須賀造船所に修理を行い、
8月23日品川に帰着した。
国内巡航
9月26日品川を出港、室蘭、函館、平戸青島、長崎、鹿児島と巡り、11月23日品川に帰着した。
12月1日、シンガポールから帰国した乗員に3週間の休暇が与えられることになり、同日から半舷ずつで休暇を取った。

### 1880年
アメリカ西海岸航海
1880年(明治13年)
1月6日横須賀に回航した。
2月26日、兵学校所轄の筑波のアメリカ西海岸航海が裁可された。
4月21日品川に回航、
4月29日品川を出港、北米に向かった。
6月9日アメリカ・萬古福ローヤル湾に到着、翌10日にイスクイマルト港に入港した。
7月1日出港、7月6日サンフランシスコに入港した。
7月30日同地を出港、8月29日ホノルル入港、8月25日同地出港、9月29日午後0時30分横浜港に帰港した。
10月7日羽田沖に回航、帆走訓練、射撃訓練を行い10月8日品川に到着した。

### 1881年
修理
1881年(明治14年)
1月29日品川から横須賀港に回航、
3月17日から横須賀造船所で修理を行った。
10月14日機関学校生徒の実地演習のために18名が筑波乗組を命じられた(12月20日まで)。
11月1日、筑波は横須賀港から品川湾に回航した。
艦の試運転のために11月21日(または11月20日)金田湾へ回航、翌22日同地を出港し、総帆で佐田岬を目指した。
翌23日漂流している和船を発見し9名を救助、24日下田港に入港した。
25日同地を出港、28日兵庫港に入港した。
なお11月30日で筑波の修理完成としている。
12月1日粟島に回航、5日同地を出港、7日鹿児島港に入港した。
12月12日鹿児島を出港、
20日品川湾に到着した。

### 1882年
1882年(明治15年)
1月6日から2月10日まで横須賀造船所で修理を行った。
オーストラリア方面航海
1月26日、航海演習のために筑波にニュージーランド航海が令達され、
3月4日品川を出港し、オーストラリアを目指した。
3月18日香港に入港し、26日出港。
4月7日シンガポール海峡に到着し、翌8日にシンガポール港に入港した。
4月13日同地を出港しバタビアへ回航した。
4月25日バタビアを出港し、6月6日メルボルンに到着した。
7月6日メルボルン出港。
7月9日ホバート港に入港、8月3日同地発
8月18日オークランド港に入港、8月26日同港発
10月5日品海に帰国した
10月12日筑波(兵学校所轄)は中艦隊司令官指揮下に置かれた
(「扶桑」「金剛」「比叡」「龍驤」「日進」「清輝」「天城」「磐城」「孟春」「第二丁卯」「筑波」の11隻で中艦隊が再度編成)。
修理
12月8日から横須賀造船所で修理を行い、
1883年(明治16年)1月31日に修理が完了した。

### 1883年
演習航海
1883年(明治16年)
1月19日、機関学校生徒10名が実地演習のために筑波に乗組。
2月26日品川を出港、3月2日小笠原に到着した。
3月7日小笠原発、13日那覇に到着。
3月19日那覇発、23日鹿児島に到着。
3月28日鹿児島発、30日長崎港に到着。
4月6日長崎発、9日萩小畑に到着。
4月17日敦賀に回航。
4月29日敦賀発、5月2日函館港に到着。
5月8日函館発、9日山田に寄港し、同日釜石に到着。
5月19日釜石発、22日品川に帰着、
機関学校生徒10名が退艦した。
演習航海
9月13日「筑波」は中艦隊から除かれ、
東海鎮守府所轄の航海練習艦とされた。
10月18日海軍兵学校の生徒27名が航海演習ため筑波乗艦
生徒演習と自差修正のために11月17日品川を出港して館山湾に回航、20日館山湾から品川に帰着した。
12月18日筑波にハワイ行きが令達された。

### 1884年
演習航海（実験航海）
前年の12月18日、筑波にハワイ行きの演習航海が令達され、2月に出航した。本来は別の目的地を計画していたが、世界の陸海軍を悩ませていた脚気の問題を、栄養改善から解決する学説を持っていた海軍軍医の高木兼寛が上奏し、龍驤が脚気惨害を起こした時と似た同じ航路に変更されたものである。つまり、兵食改良による脚気予防効果を確認するための実験航海となった。高木は上官と下級兵員との献立の差を減らすことを指示した。さらに献立に洋食を、具体的には兵員に対しても肉類を増やし、パン食も採用した。この航海実験の結果、大きな被害を出した龍驤の航海とは違い、乗組員総333人中、発病者は2人のみ、死亡者は無し、という好成績であり、世界の医学界に驚きを与え、高い評価を得た。

### 1887年
1887年(明治20年)
7月2日、右舷ボイラーの改造工事が完成し、この日に試運転を行った。

### 日清戦争
日清戦争時には艦歴40年以上であったので、実戦には投入されず軍港警備に従事した。

### その後
1898年（明治31年）3月21日に艦船類別等級が制定され、
筑波は三等海防艦に類別された。
日露戦争に従軍。
1905年（明治38年）6月10日除籍、
翌年に売却された。

## 艦長
※『日本海軍史』第9巻・第10巻の「将官履歴」及び『官報』に基づく。
- （艦長代）相浦紀道 大尉：明治4年9月25日[65](1871年10月28日) - 1872年3月3日
- 本山漸 中佐(兼兵学中教授):明治5年5月19日(1872年6月24日)[12] - 明治5年8月13日(1872年9月15日)[66]
- 伊藤雋吉 中佐： 明治5年8月12日(1872年9月14日)[66] - 1874年6月12日
- （兼）伊藤雋吉 中佐：1874年6月12日 - 1876年9月12日[67]
- 本山漸 中佐：1876年9月12日[67] - 1877年2月20日(または19日[29])
- 松村淳蔵 大佐：1877年2月20日(または19日[29]) - 1877年8月23日[35]
- 本山漸 中佐：1877年8月23日[35] - 1877年11月1日[38]
- 松村淳蔵 大佐：1877年11月1日[38] - 1879年8月19日
- 相浦紀道 中佐：1879年8月19日 - 1881年6月17日
- 伊東祐亨 中佐：1881年7月7日 - 1881年12月27日
- 有地品之允 大佐：1882年12月23日 - 1884年12月17日
- （心得）新井有貫 少佐：1884年12月17日 - 1885年6月22日
- 福島敬典 大佐：1885年10月23日 - 1886年1月6日（生徒練習航海中）
- 福島敬典 大佐：1886年1月6日 - 1886年12月28日
- 野村貞 大佐：1887年4月25日 - 1889年1月24日
- 柴山矢八 大佐：1889年5月15日 - 1891年2月6日
- 黒岡帯刀 大佐：1891年2月6日 - 1891年11月20日
- 黒岡帯刀 大佐：1892年8月6日 - 1895年12月27日
- 細谷資氏 大佐：1895年12月27日 - 1896年4月1日
- 石井猪太郎 大佐：1896年4月1日 - 5月19日
- 柏原長繁 大佐：1897年2月18日 - 1898年3月1日
- 友野雄介 中佐：1898年3月1日 - 10月1日
- 加藤重成 大佐：1898年10月1日 - 1899年6月3日
- 高桑勇 中佐：1899年6月3日 - 1899年7月25日
- （兼）宮岡直記 中佐：1899年9月19日 - 1900年11月6日
- （兼）今井兼昌 大佐：1900年11月6日 - 1902年6月28日
- 松居銓太郎 中佐：1902年6月28日 - 10月23日
- 黒水公三郎 中佐：1903年4月20日 - 5月14日
- 中川重光 中佐：1903年5月14日 - 6月22日